# 名偵探柯南：漆黑的追跡者
《名偵探柯南：漆黑的追跡者》，是日本漫画家青山剛昌漫画系列《名偵探柯南》的第13部剧场版。2009年4月18日在日本上映、2009年7月10日在台灣上映、2010年1月14日在中国大陆上映，在日本有34.9億日圓的票房收益。
本作榮獲第三十三屆日本電影學院獎的日本電影學院獎最佳動畫片獎，同獲此獎項的動畫還有《福音戰士新劇場版：破》、《夏日大作戰》、《新·大雄的宇宙開拓史》、《棄寶之島：遙與魔法鏡》。

## 本作特色
- 在《名偵探柯南：戰慄的樂譜》放映完後所出現的「第13彈製作決定！」中琴酒所說的一段話「不能讓他逃走，因為他很適合死在這一天」讓此部電影作品的內容更增添神祕、危險又戰慄的氣氛。
- 黑暗組織的第二次出現在大螢幕上（第一次為《名偵探柯南：往天國的倒數計時》）。
- 本作出現黑暗組織的新成員代號為「Irish」（愛爾蘭）。
- 本作中，大部分在電視版中常出現的警察都有出場。
- 群馬縣的山村警官升到警部
- 本作在日本的總票房收入為34.98億，超越《名偵探柯南：貝克街的亡靈》成為歷屆劇場版之冠，直到2013年被《名偵探柯南：絕海的偵探》超越。
- 本作是第二部未以玩笑方式收尾的劇場版（第一部為《名偵探柯南：水平線上的陰謀》）
- 服部平次的名言（一定要來喔，我會等著你！）即出於本作。

### 宣傳標語
- 「兩者的相遇為一切事件的開端即將揭幕……與黑暗組織的宿命決鬥就要開始！！」
- 「再過不久……工藤新一即將會在這天變成傳說！！」

## 劇情簡介
某天，柯南不知不覺夢到黑暗組織的成員琴酒與伏特加发现他的真實身分為工藤新一、小蘭将要被杀害的情景。隔天清晨，柯南、阿笠博士和少年侦探团一行人来到米花森林抓独角仙，他們发现有一隻独角仙的背上不知為何貼上V字形的胶带。與此同時，位於小田原市的旧箱根高速公路早川收费站突然发生一起车祸，而司机龍崎努講完“七夕、今”後則傷重不治，警方事後調查車子煞車被動過手腳，認定是连环兇殺案，因为在東京、神奈川、靜岡、長野等其他地區的一些兇殺案同此案一样，在每個被害者的身邊都留下麻将牌中的七筒。东京周边各地警员前来共同办案，毛利小五郎作为特别顾问也列席会议。
柯南偷听到案件的詳細經過，他在會議結束后卻聽到剛升官成為警部的群马县警官山村操在哼唱著儿歌七個孩子，怀疑有黑暗組織的成員混進警察群中，更在警视厅楼下发现琴酒的座車。當柯南在警方在一次於商场圍捕嫌疑人的行動中遇到故意被嫌疑人給挾持並且在事後離開前往停车场的黑暗組織成員之一苦艾酒（贝尔摩得），繼而從她的口中得知組織潛入搜查會議，是因為這起案件中的被害者之一是原本要被組織給處置的臥底，由於臥底持有一张包括组织卧底名单的记忆卡，且不慎被凶手抢走，促使組織特地派遣他們的同夥「愛爾蘭」假冒刑警参与搜查，藉此拿回記憶卡。此時一名畫家新堂堇願意透漏兇手的訊息給警方，正當佐藤與高木前往新堂堇的住所時，同樣得知消息的黑暗組織派遣香緹與柯倫開槍打爆警车輪胎，但是琴酒與伏特加趕到時新堂堇卻失蹤，隨後趕來的佐藤也發現有人來過的痕跡，於是猜想警察有內奸透漏消息。隔天新堂堇的屍體在一處公園被發現。
此時黑暗組織的成員「愛爾蘭」在通过警视厅的数据库获得柯南與工藤新一的相關资料和訊息後，趁夜色潛入帝丹小学和帝丹高中內取得指紋做些比對，證實工藤新一與江戶川柯南是同一個人。隔天早上，小兰将他們學校的道具被弄壞的簡訊告诉新一，柯南也发现残缺的泥塑上留下的手套痕迹，却反過來要小蘭別擔心。
柯南在打電話給服部平次時無意間發現兩年前的七夕京都發生一起飯店火災造成一名女性本上菜菜子死亡，与龍崎努的死亡訊息中有所關聯，於是兩人前往京都分開調查。平次發現七名死者都曾在這間酒店入住，而死者有可能是被七名死者趕出電梯間接害死，隨後京都的綾小路文麿警部將調查結果告知目暮等人。柯南也調查到死者本上菜菜子和男友水谷浩介都喜歡觀星，特別是北斗七星。柯南順便來本上菜菜子的老家查訪，得知七名死者都有送花弔祭，且當年本上的家人不讓兩人交往，於是兩人私奔在外面住。
毛利小五郎與山村操警部擅自出動，無意間發現七筒與北斗七星有所關聯；但柯南早发现案发现场正是北斗七星形状。警方懷疑水谷浩介可能是殺害七人的真兇，且推測最後犯案地點在東京鐵塔，於是除了受傷的目暮外全員前往東京鐵塔逮捕水谷。柯南搶先一步找上水谷，水谷表示不能原谅的其实是自己，兩年前原本兩人來京都玩，自己去找朋友時酒店卻著火，他對菜菜子一死無法釋懷打算自殺，並認為自己殺害那七人最終也是會被判死刑，而柯南則表示水谷誰也沒殺害，並揭露前來的菜菜子的哥哥本上和樹才是真兇。他拆穿本上和树謊稱菜菜子是被那七人害死，實際上是菜菜子自願讓出電梯而喪命；因為七名死者皆送花给菜菜子，显然是表达谢意。本上和树明知真相，却因无法释怀而迁怒水谷，水谷不敢动手杀人，他只好亲自杀人并让水谷出于内疚主动背锅自杀。水谷想劝本上和树自首，本上大怒打算杀人，被趕來的松本警視制服。柯南識破松本警視是愛爾蘭假扮的。真正的松本警視是披头士迷，而少年偵探團又發現獨角仙的背上被貼V字貼紙，阿笠博士推測是批頭四的第五張專輯“Help”（救命），他们再次來到米花森林時察覺到一棟廢棄房子很可疑後聯繫上佐藤和高木刑警，二人趕來才發現並拯救了真正的松本警視。
而在東京鐵塔，愛爾蘭揭穿柯南真實身份後打算帶他見那位先生，并说沒有向琴酒報備是想藉此拉琴酒下臺，替组织成员、被琴酒杀害的匹斯可復仇。園子看電視時看見柯南出現在东京铁塔後立即通知小蘭，小蘭擔心也與園子來到東京鐵塔，卻看見被愛爾蘭打暈的刑警們與被愛爾蘭打到虚弱的柯南，方知道眼前的松本警視是假冒的。小蘭於是與之搏鬥，但因愛爾蘭的面具被扯壞後吓到，隨後被愛爾蘭打敗。
愛爾蘭持槍控制柯南後，被駕駛直升機趕來的琴酒叫住，琴酒要愛爾蘭秀出儲存卡，却讓香緹對愛爾蘭和儲存卡開槍，愛爾蘭中槍後又捨命替柯南擋一槍後死去，死前希望柯南能繼續調查下去。琴酒用机关枪逼迫柯南到达塔顶，最後柯南用伸缩背带作为弹弓把铁塔上的探照灯打出去，打壞了直升機，琴酒等人最終在直升機墜毀前跳機。
尽管警方未抓到任何黑衣组织人物，但柯南发誓要把黑衣组织一网打尽。

## 登場人物

### 原作角色
| 角色         | 配音       | 配音     | 配音     | 配音       | 配音         | 簡介 |
| 角色         | 日本       | 臺灣     | 香港     | 中国大陆   | 中国大陆     | 簡介 |
| 角色         | 日本       | 臺灣     | 香港     | 八一公映版 | CCTV-6電視版 | 簡介 |
| 主要角色     | 主要角色   | 主要角色 | 主要角色 | 主要角色   | 主要角色     | 主要角色 |
| ------------ | ---------- | -------- | -------- | ---------- | ------------ | --- |
| 江户川柯南   | 高山南     | 蔣篤慧   | 周恩恩   | 李世荣     | 郝幽玥       | 本作品男主角，原是知名的關東高中生偵探工藤新一，因被黑暗組織的琴酒灌下毒藥而縮小身體，化名為江戶川柯南寄住在毛利家中並暗中調查黑暗組織。 |
| 工藤新一     | 山口勝平   | 劉傑     | 李家傑   | 张杰       | 郝幽玥／陈光 | 本作品男主角，原是知名的關東高中生偵探工藤新一，因被黑暗組織的琴酒灌下毒藥而縮小身體，化名為江戶川柯南寄住在毛利家中並暗中調查黑暗組織。 |
| 灰原哀       | 林原惠     | 魏晶琦   | 鄧潔麗   | 阎萌萌     | 张璐         | 柯南的搭檔兼好友，本名宮野志保，原黑暗組織科學家雪莉。吃下毒藥而縮小身體，逃離組織後寄住在阿笠家中，並化名灰原哀。 |
| 毛利蘭       | 山崎和佳奈 | 魏晶琦   | 王夢華   | 季冠霖     | 梁玮珊       | 新一的青梅竹馬，運動神經發達，擅長空手道，曾獲得全國高中空手道關東大賽的冠軍。 |
| 毛利小五郎   | 神谷明     | 官志宏   | 黃志明   | 张遥函     | 赵岭         | 小蘭的父親，英理的丈夫，私家偵探，外號沉睡小五郎，原刑警，辭職後在家開設毛利偵探事務所。 |
| 朋友相關角色 |            |          |          |            |              | |
| 吉田步美     | 岩居由希子 | 陶敏嫻   | 莊巧兒   | 张璐       | 张璐         | 三人為帝丹小學一年級生，後來與轉學生柯南和灰原一同組成少年偵探團。 |
| 圆谷光彦     | 大谷育江   | 魏晶琦   |          | 张雪凌     | 梁玮珊       | 三人為帝丹小學一年級生，後來與轉學生柯南和灰原一同組成少年偵探團。 |
| 小岛元太     | 高木涉     | 劉傑     | 陳志強   | 张磊       | 孙星         | 三人為帝丹小學一年級生，後來與轉學生柯南和灰原一同組成少年偵探團。 |
| 阿笠博士     | 緒方賢一   | 徐健春   | 周永光   | 郭政建     |              | 工藤家的鄰居兼好友，科學家兼發明家，會發明出一些道具讓柯南在案件中使用，在灰原哀逃離黑暗組織後收留她。 |
| 服部平次     | 堀川亮     | 官志宏   | 陳健豪   | 赵毅       | 陈光         | 知名的關西高中生偵探，與和葉互相暗戀，和新一是好友，為劍道高手，說話時帶有濃厚關西腔。 |
| 遠山和葉     | 宮村優子   | 陶敏嫻   |          | 刘校妤     | 张欣         | 平次的青梅竹馬，與平次互相暗戀，和小蘭是好友，為合氣道高手。 |
| 鈴木園子     | 松井菜櫻子 | 陶敏嫻   | 莊巧兒   | 李林欣     | 张璐         | 小蘭的好友兼同學，鈴木財團的二千金，時常邀請毛利家參加各式的宴會活動，與京極真是戀人關係。 |
| 警察相關角色 |            |          |          |            |              | |
| 松本清長     | 加藤精三   | 官志宏   | 陳志強   | 齐克建     |              | 警視廳搜查一課的管理官。 |
| 目暮十三     | 茶風林     | 徐健春   | 黃啟明   | 李立宏     |              | 警視廳搜查一課的警官（警部），曾是毛利小五郎的上司，經常在兇案現場要求部下調查相關證據。 |
| 白鳥任三郎   | 井上和彦   | 官志宏   |          | 吴凌云     |              | 警視廳搜查一課的警官（警部），出身於豪門。 |
| 佐藤美和子   | 湯屋敦子   | 魏晶琦   | 鄧潔麗   | 邓小鸥     |              | 警視廳搜查一課的警官（警部補），擁有極多追求者，有著「警視廳之花」的稱呼。 |
| 高木涉       | 高木涉     | 劉傑     | 李家傑   | 王凯       |              | 警視廳搜查一課的刑警（巡查部長），會聽小孩的意見，與少年偵探團關係極好。 |
| 千葉和伸     | 千葉一伸   | 官志宏   | 李家傑   | 张磊       |              | 警視廳搜查一課的刑警（巡查部長），高木的好友。 |
| 横溝参悟     | 大塚明夫   | 劉傑     | 陳志強   | 陆建艺     |              | 靜岡縣警察刑事部捜査一課刑警（警部）。重悟的哥哥，外貌與弟弟相似。特徵是珊瑚頭，個性隨和。 |
| 横溝重悟     | 大塚明夫   | 徐健春   | 周永光   | 张遥函     |              | 神奈川縣警察刑事部捜査一課刑警（警部）。參悟的弟弟，外貌與哥哥相似，特徵是平頭，個性嚴肅。 |
| 山村操       | 古川登志夫 | 劉傑     | 陳志強   | 张澎       |              | 群馬縣警察刑事部捜査一課刑警（警部）。自稱「阿山先生」，個性迷糊，不擅長推理，連小五郎都嫌棄他。 |
| 大和敢助     | 高田裕司   | 徐健春   | 黃啟明   | 赵岭       |              | 長野縣警刑事部捜査一課刑警（警部）。與上原由衣是青梅竹馬兼同事。 |
| 上原由衣     | 小清水亚美 | 蔣篤慧   | 王夢華   | 阎萌萌     |              | 長野縣警刑事部捜査一課刑警。與大和敢助是青梅竹馬兼同事。 |
| 綾小路文麿   | 置鮎龍太郎 | 徐健春   |          | 张澎       |              | 京都府警的的警官（警部），出身官宦家庭，外號貴族警部，辦案時常帶著「自己最好的朋友」斑紋松鼠。 |
| 黑暗組織     |            |          |          |            |              | |
| 琴酒         | 堀之紀     | 官志宏   | 黃志明   | 王明军     |              | 黑暗組織的高級幹部，在組織中負責重要的交易、暗殺及剷除不合格、內奸成員的任務，個性極為冷酷殘忍，在任何情況下都能保持冷靜，是個智慧型罪犯。本作最後因為認為愛爾蘭已無處可逃，誘導其展示存有組織成員的記憶卡，讓香緹順利射殺愛爾蘭。由於透過直升機的攝影畫面發現愛爾蘭身邊還有一人，因此下令繼續射擊，使愛爾蘭身中第二槍後，更大肆射擊東京鐵塔，試圖把柯南引出來。最後因柯南使用伸縮吊帶發射東京鐵塔上被擊落的電燈，破壞了直升機的尾部，使琴酒決定撤退。琴酒雖在意能讓他們撤退的人，卻完全不曉得他就是柯南。 |
| 伏特加       | 立木文彦   | 徐健春   | 黃啟明   | 李立宏     |              | 黑暗組織的幹部，琴酒的搭檔，完全服從琴酒且一起行動，並稱呼他「大哥」。 |
| 苦艾酒       | 小山茉美   | 陶敏嫻   | 莊巧兒   | 张凯       |              | 黑暗組織的高級幹部，在組織中負責情報蒐集、暗殺的任務，精通易容術，被琴酒稱為「秘密主義者」。知道柯南和灰原的真實身份，但未將此事告訴組織。 |
| 香緹         | 井上喜久子 | 蔣篤慧   | 莊巧兒   | 林兰       |              | 兩人皆為黑暗組織的幹部，組織內優秀的狙擊手，具有狙擊距離600碼的實力。 |
| 柯倫         | 木下浩之   | 徐健春   |          | 赵岭       |              | 兩人皆為黑暗組織的幹部，組織內優秀的狙擊手，具有狙擊距離600碼的實力。 |

### 本作角色
| 角色             | 配音       | 配音          | 配音     | 配音       | 配音         | 簡介 |
| 角色             | 日本       | 臺灣          | 香港     | 中国大陆   | 中国大陆     | 簡介 |
| 角色             | 日本       | 臺灣          | 香港     | 八一公映版 | CCTV-6電視版 | 簡介 |
| 本作要角         | 本作要角   | 本作要角      | 本作要角 | 本作要角   | 本作要角     | 本作要角 |
| ---------------- | ---------- | ------------- | -------- | ---------- | ------------ | --- |
| 愛爾蘭 （Irish） | 幹本雄之   | 官志宏        | 李家傑   | 齐克建     |              | 黑暗組織的成員。代號為愛爾蘭，格鬥技巧強悍。 性格爱憎分明、智力超群、有勇有谋、持之以恒。 身材魁梧肌肉发达；头顶淡金色短发，拥有相同色调的粗眉与黑色双眼、持有手槍為SIG P220手槍、偏爱智利的Altaïr Red 2003红酒，惯用手为左手、从不杀无用之人，拥有和那位先生直接对话的权利。 劇中因為麻將牌連續殺人案中其中一位被害者、亦是組織的臥底岡倉政明持有存有組織在外臥底成員名冊的記憶卡被兇手給奪走，因此奉琴酒的命令拿回存有組織在外臥底成員名冊的記憶卡，並在事前綁架並監禁松本警視（警視廳刑事部搜查一課管理官）並將他禁錮於米花森林的废弃房屋内，之後用松本警視的身分潛入警視廳搜查會議並且得到案件的詳細情報。 雖然識破柯南所使用道具的手法、藉由比對工藤新一跟柯南的指紋得知其的真正身分卻沒向那位先生和琴酒報備。原因是對琴酒曾經處決自己視為父親般、又很敬畏與效命的匹斯可，因此對他的作法產生不滿與憤怒，因此打算在拿回記憶卡的任務期間帶柯南去見那位先生，藉以工藤新一還活著的事讓琴酒垮台藉此替匹斯可報仇。 在逮捕連續殺人案件的嫌犯前後擊昏同行的千葉、白鳥、上原、大和、参悟與重悟六位警官和一位一名保安人员並且擊暈兇手奪回記憶卡後，跟得知柯南也在場而趕來的毛利蘭展開打鬥。最後因面具幾乎被扯壞使蘭露出破綻時壓制並擊昏她。雖然將柯南逼出東京鐵塔展望台的更高層樓時應琴酒的要求展示記憶卡卻被香緹用狙擊槍給槍擊（因為苦艾酒向琴酒報備自己禁錮松本清長的地點被高木與佐藤給查獲的原因），儘管沒射中要害卻為了保護柯南又被射中要害，最後在還沒說出那位先生的真實身分、黑暗組織的基地以及松本清長的禁錮地點就傷重身亡，臨終前希望柯南能盡他所能繼續追查組織的行蹤。 |
| 荻野彩實         | 鶴弘美     | 陶敏嫻        | 王夢華   | 林蘭       |              | 30歲，琦玉縣警警部。橫溝參悟在埼玉縣任職時的學妹。 |
| 水谷浩介         | DAIGO      | 劉傑          | 李家傑   | 吴凌云     |              | 28歲，自由業。菜菜子的前戀人。被警方懷疑是麻將牌連續殺人案件的兇手。跟菜菜子喜歡觀賞星星。由於菜菜子的雙親與兄長和樹拒絕自己和菜菜子交往，於是自己和菜菜子私奔卻令和樹更加無法難以釋懷此事。 兩年前和菜菜子前往京都旅遊下榻於飯店，當自己獨自探望好友時面對菜菜子在飯店發生火災事故時讓倖存者陣野、加賀志、岡倉、北島、財津、龍崎和新堂七人搭乘電梯逃脫中罹難，因此為自己沒有留在菜菜子的身旁感到很懊悔，甚至因爲歉疚答應替菜菜子的哥哥和樹承擔他的殺人罪行並且打算在東京鐵塔的頂樓上自盡藉此追隨菜菜子。但在柯南給制止並且得知菜菜子是自願讓出電梯給當時同住飯店六樓的陣野等人，雖然最後認為菜菜子也不希望自己自盡的理由下打消念頭，並且要求和樹去向警方自首。但是在愛爾蘭以警視廳警視松本清長的身份出現後被柯南誤射麻醉槍而昏睡。 |
| 本上和樹         | 菅原正志   | 劉傑          | 李家傑   | 王凯       |              | 35歲，註冊會計師，为人严谨，字迹工整；笔记本里详细记录着送花的情况，电话号码为1908-309。。 菜菜子的哥哥，對妹妹菜菜子相當疼愛，由於自己與父母反對妹妹菜菜子與她的戀人水谷交往，卻讓菜菜子選擇與水谷私奔，直到最後仍然無法釋懷此事。 本劇麻將牌連續殺人案的真兇。犯案行凶的地點是按照北極星和北斗七星的相對位置安排，且位置完全一致。 犯案動機為妹妹菜菜子在兩年前曾於京都的飯店發生火災時因善心而自願犧牲讓出電梯的位置使倖存者陣野、加賀志、岡倉、北島、財津、龍崎和新堂搭乘電梯逃脫，儘管這七人在菜菜子忌日的當天以匿名獻花來表達感謝與贖罪卻仍無法釋懷與原諒他們。原本先對水谷謊稱菜菜子是被趕出電梯的理由並期望他去復仇，但在事情發展不果下只好自己動手並要水樹頂罪，卻沒發現水谷對菜菜子的事產生自責感及而答應替自己頂罪，甚至選擇自盡藉此追隨菜菜子，最終案件手法被柯南識破。在要對水谷與柯南下手時卻先被假冒警視廳警視松本清長的愛爾蘭給制止並且被打昏在地，案件結束後被警方逮捕。 |
| 本上菜菜子       | 折笠富美子 | 魏晶琦        | 莊巧兒   | 张凯       |              | 兩年前因火災中罹難身亡的罹難者，和樹之亡妹。浩介的前女友，當時23歲、職業為護士兼儿童保育员。喜歡觀賞星星，本次案件麻將牌連續殺人案件的動機角色。 由於哥哥和樹與雙親反對自己與水谷交往下決定私奔，卻令他們到至今無法釋懷自己的做法。兩年前和水谷去京都旅遊並且下榻於飯店，但飯店在水谷去拜訪他的好友時發生火災，加上當時該飯店因逃生梯無法使用只能使用飯店唯一一部電梯逃生以及電梯僅能搭乘七個人的緣故，因此在第八個房客陣野要搭乘時自願犧牲讓出電梯讓他逃生。儘管存活的七個人為表謝意皆曾於自己忌日的當天以匿名的方式送上花束作為哀悼與贖罪卻仍然無法平息兇手的怒意與其殺意。 |
| 其他配角         |            |               |          |            |              | |
| 澤村俊           | 神奈延年   | 徐健春        | 陳志強   | 赵岭       |              | 26歲，法學研究生。浩介與菜菜子的鄰居。曾提供柯南一些破案的線索，跟警方告知柯南曾找過自己並提供破案線索與關鍵的消息。 |
| 深瀬稔           | 西村朋紘   | 官志宏        | 李家傑   | 张澎       |              | 27歲，通緝犯。理沙的男友。曾在一年前刺傷倖存者之一的陣野（因為曾在熱帶樂園排隊時被對方告誡熄菸時產生殺意），因此被警方懷疑是麻將牌連續殺人案件的嫌犯。 剛開始跟女友理沙約好見面期間因為發現山村警官漏掉其警方護照加上發現警方在接近自己，因此劫持苦艾酒所假扮的女性為人質來要脅警方，但隨後被柯南踢出的足球給踢晕而被警方給制服，後來被警方發現自己的右手臂因為受傷無法能揮刀殺人的情況下清洗嫌疑。 |
| 吉井理沙         | 水树奈奈   | 陶敏嫻        | 莊巧兒   | 季冠霖     |              | 21歲，酒吧小姐。稔的女友。被大和警官的部下給監視自己與男友稔的行蹤，當自己目睹男友稔被警方給制服因此在情緒激動下企圖拿小刀攻擊在場的上原卻刺傷保護上原的目暮十三的腹部，最後在目暮的極力安撫之下才收手時恢復情緒。 |
| 木谷友美         | 喜多村英梨 | 陶敏嫻        |          |            |              | 東都鐵塔工作人員，幫柯南保管他的滑板，提供水谷與柯南行蹤的消息，為柯南在东都塔营业结束时仍未取走滑板而担心。 |
| 龍崎努           | 梅津秀行   | 劉傑          |          | 赵岭       |              | 28歲，不動產仲介。麻將牌連續殺人案件的第六位被害者，遺失物件：吉祥物玩偶。 兩年前在京都酒店中發生火災中的房客之一。因菜菜子在發生火災時自願讓出電梯讓自己能夠脫逃，曾在菜菜子忌日的當天以匿名的方式送出一束鮮花來表達哀悼與贖罪。曾被和樹聽到自己和菫在她的畫展上聊到菜菜子曾在火災事故中讓他們逃生的事，兩年後在駕駛車子時因兇手在自車內的煞車動手腳導致失靈於高速公路收费站的出口處發生車禍身亡。臨終前留下「七夕，京…（たなばた，きょ…）」的信息。 |
| 陣野修平         | 不適用     | 不適用        | 不適用   | 不適用     | 不適用       | 43歲，京都的大學副教授。麻將牌連續殺人案件的第一位被害者，遺失物品：項鍊墜飾。 兩年前發生火災的京都飯店中六樓的房客兼倖存者之一，是第八位進入電梯的房客。因菜菜子在發生火災時自願讓出電梯讓自己能夠脫逃，曾在菜菜子忌日的當天以匿名的方式送出一束鮮花來表達哀悼與贖罪。曾在一年前在熱帶樂園排隊時因為告誡稔要熄菸被他給行刺身受重傷過。 |
| 加賀志津子       | 不適用     | 不適用        | 不適用   | 不適用     | 不適用       | 54歲，日本料理店的老板娘。麻將牌連續殺人案件的第二位被害者，遺失物品：錢包。 兩年前在京都酒店中發生火災中的房客兼倖存者之一。因菜菜子在發生火災時自願讓出電梯讓自己能夠脫逃，曾在菜菜子忌日的當天以匿名的方式送出一束鮮花來表達哀悼與贖罪。 |
| 岡倉政明         | 不適用     | 不適用        | 不適用   | 不適用     | 不適用       | 32歲，代議士秘書。麻將牌連續殺人案件的第三位被害者，遺失物件：護身符的布包袋。 兩年前發生火災的京都飯店中六樓的房客兼倖存者之一。因菜菜子在發生火災時自願讓出電梯讓自己能夠脫逃，曾在菜菜子忌日的當天以匿名的方式送出一束鮮花來表達哀悼與贖罪。依據苦艾酒透露的情報及愛爾蘭從布包袋中拿出記憶卡來判斷本人應為黑暗組織在外的間諜，疑似為了自保擅自將紀錄組織在外臥底成員名單複製到記憶卡上並隨身攜帶，因此成为组织的處置與追殺对象。但在未被組織給處置前已成為麻將牌連續殺人案的被害者之一，記憶卡也被兇手拿走。最終記憶卡被愛爾蘭給奪回然後被香緹用狙擊槍給射穿銷毀。 |
| 北島梓           | 不適用     | 不適用        | 不適用   | 不適用     | 不適用       | 31歲，IT產業的人力派遣職員。麻將牌連續殺人案件的第四位被害者，遺失物件：粉餅盒。 兩年前在京都酒店中發生火災中的房客兼倖存者之一。因菜菜子在發生火災時自願讓出電梯讓自己能夠脫逃，曾在菜菜子忌日的當天以匿名的方式送出一束鮮花來表達哀悼與贖罪。 |
| 財津耕三         | 不適用     | 不適用        | 不適用   | 不適用     | 不適用       | 61歲，機車店的老板。麻將牌連續殺人案件的第五位被害者，遺失物件：吉他造型吊飾。 兩年前在京都酒店中發生火災中的房客兼倖存者之一。因菜菜子在發生火災時自願讓出電梯讓自己能夠脫逃，曾在菜菜子忌日的當天以匿名的方式送出一束鮮花來表達哀悼與贖罪。 |
| 新堂堇           | 不適用     | 不適用        | 不適用   | 不適用     | 不適用       | 34歲，抽象畫家。麻將牌連續殺人案件的第七位被害者，遺失物件：紅色的繪畫顏料。 兩年前在京都酒店中發生火災中的房客兼倖存者之一。因菜菜子在發生火災時自願讓出電梯讓自己能夠脫逃，曾在菜菜子忌日的當天以匿名的方式送出一束鮮花來表達哀悼與贖罪。曾在自己的畫展被和樹聽到自己和龍崎聊到菜菜子曾在火災事故中讓他們逃生的事，兩年後在發生連續殺人事件後聯絡警方自己有兇手的線索跟他們碰面，但在黑衣組織與警方前後抵達自己住家時發現自己不在家，而且現場留有疑似與兇手產生打鬥的痕跡，疑似被兇手用車子給帶走並且遭到殺害。最後遺體於神奈川縣綾瀨市光綾運動公園被人給發現。 |
| 記者             | 大塚瑞恵   | 陶敏嫻 魏晶琦 |          |            |              | 分別在柯南的夢中的電視畫面場井和七夕当晚东都塔介紹的外勤记者。 |
| 警備員           | 柳澤榮治   | 徐健春 劉傑   |          |            |              | 在地下停车场巡逻时，被苦艾酒所誤導以為柯南是迷路的警備員 |

## 歌曲
| 類別   | 曲名   | 作詞     | 作曲               | 編曲     | 演唱     |
| ------ | ------ | -------- | ------------------ | -------- | -------- |
| 主題曲 | Puzzle | 倉木麻衣 | 望月由絵、平賀貴大 | 小澤正澄 | 倉木麻衣 |

- 台灣
  - 發售日期：2009年4月1日
  - 唱片公司：NORTHERN MUSIC（台灣由日商「美音亞洲股份有限公司」代理發行）
  - 單曲編號：初回盤A VNCM-4003 ／ 通常盤A VNCM-6011 ／ 初回盤B VNCM-4004 ／ 通常盤B VNCM-6012

### 原聲帶
- 大野克夫
  - 發售日期：2009年4月15日
  - 唱片公司：B-Gram RECORDS
  - 專輯編號：JBCJ-9033

#### 歌曲
1. クリスタル
2. ブラックインパクトA展開
3. 名探偵コナン メイン・テーマ (漆黒メドレーヴァージョン)
4. アマリリス
5. アメジスト
6. ハテナレンコン
7. 虹をつかんだ
8. サスペンスウィンドウ
9. 事件のドア
10. 色違いのポスト
11. 立たないコマ
12. グレイゾーン
13. 不透明な果実1
14. 不透明な果実2
15. ブラックロジック
16. ビートルジュース
17. 記憶の色
18. 不透明な果実3
19. スズランの花
20. しなやかな刑事たち
21. キープアウト
22. ペインサウンド
23. ベルモット
24. ブラックインパクトB
25. サスペンスロード
26. 不透明な果実4
27. ブラックインパクトC展開
28. 不透明な果実5
29. ダークな予感
30. 夕暮れ色のメロディ
31. ブラックインパクトD
32. 京都
33. 黄色い直感1
34. 黄色い直感2
35. 風の通り道
36. 不思議な色
37. 当たってないよ
38. 困った色違い
39. もれてくる蛍光灯
40. スズランの花2
41. 橙色の空
42. 残念
43. ウールのおくりもの
44. 晴れるといいな
45. 注意深い目
46. 事件の手がかり
47. 隠れたアサガオ
48. 不安な手鏡
49. あぶない予感
50. 包み込む湯気の中から
51. ひし形の感情
52. どんでん
53. ブラックファンファーレ
54. からみつく黒い糸
55. ブラックインパクトE
56. レンガの壁
57. ブラックドラム
58. 扉の向こうへ
59. にじみ出てくる液体
60. 重なる色彩
61. 絶体絶命
62. メタルな触感
63. 真っ赤な触角
64. ギリギリの輝き
65. スポットライト
66. からくれないの雲
67. アンズな気持ち
68. エピローグ
69. 明日ヘ向かって
70. 名探偵コナン メイン・テーマ (漆黒フルヴァージョン) (ボーナストラック)

## 工作人員
- 原作：青山剛昌
- 監督、分鏡：山本泰一郎
- 脚本：古内一成
- 分鏡協力：西森章、大宙征基
- 演出：山本泰一郎、添田和弘（日语：そえたかずひろ）、辻泰永
- 人物設定 / 總作畫監督：須藤昌朋
- 作品設計、作画監督：山中純子
- 機械設計：堀内博之
- 布局設計、作畫監督補：野武洋行、牟田清司、清水義治、堀内博之、河村明夫、本橋秀之
- 美術監督：涩谷幸弘
- 色彩設計：西香代子
- 摄影監督：野村隆
- 主標題CG動畫：西山仁
- 3D CGI 製片人：後藤優一
- 剪辑：岡田輝满
- 數字光學録音：西尾昇
- 音響監督：浦上靖夫
- 音響制作：浦上慶子、熊谷惠
- 音響效果：横山正和、横山亚紀
- 音乐製作人：近藤貴郎、大野久子
- 音乐：大野克夫
- 故事編輯：飯岡順一
- 助理製作人：北田修一、浅井認
- 動畫製作人：石山桂一
- 製作人：諏訪道彦、吉岡昌仁
- 動畫制作：TMS/V1 Studio
- 「名偵探柯南 漆黑的追跡者」製作委員會 
  - 小学馆
  - 读卖电视台
  - 日本电视台
  - ShoPro
  - 东宝株式會社
  - TMS Entertainment
- 撮影協力：東京鐵塔、蒲田東急廣場地鋪、NAMUCO
- 发行：東宝

## 發行

### 影碟
日本
- DVD發售：2009年11月
- 藍光光碟發售：2009年11月

台灣
- VCD發售：2009年10月7日（發行商：普威爾）
- DVD發售：2009年12月12日（發行商：普威爾）
- BD發售：2011年6月11日（發行商：普威爾）

香港
- DVD/VCD發售：2011年1月27日（发行商：新一影業）

中国大陆
- BD/DVD發售：2010年8月18日

### 書籍
| 冊數 | 小學館         | 小學館                 | 青文出版社    | 青文出版社            |
| 冊數 | 發售日期       | ISBN                   | 發售日期      | ISBN                  |
| ---- | -------------- | ---------------------- | ------------- | --------------------- |
| 上   | 2009年11月18日 | ISBN 978-4-09-122057-8 | 2010年7月23日 | ISBN 978-986-256368-7 |
| 下   | 2009年12月18日 | ISBN 978-4-09-122058-5 | 2010年7月23日 | ISBN 978-986-256369-4 |

## 其他
中国大陆上映情况
2009年9月起，上海及北京地铁站等处播出了《漆黑的追跡者》的简体中文预告片，引发外界揣测。11月，片方华夏电影确认影片将在中国大陆上映，本片成为在中国大陆公映的第一部柯南剧场版。片方曾考虑为普通话版邀请影视明星配音，但因网友高票反对而取消，改用全专业配音阵容，由八一电影制片厂译配。同时还有日文原音加中文字幕的版本。影片上映一波三折，原定来华的青山刚昌因故取消行程，档期几经调整后最终确定于1月14日在北京、上海两地先行上映，1月18日全国上映。由于上映日期过晚，上映范围过于狭窄，有同档期《阿凡达》《孔子》等电影重压，加之上映时间正值学生考试期，此次引进最终以仅收获940万票房而告终，华夏电影因此解除了与东宝株式会社的合作关系。
此后在大陆上映的《名侦探柯南》系列动画电影版转由中国电影股份有限公司负责发行。